# Mercedes-Benz G4
Mercedes-Benz G4 (код кузова W31) — немецкий трёхосный автомобиль повышенной проходимости с колёсной формулой 6 × 4 от компании Mercedes-Benz, выпускавшийся с 1934 по 1939 год. Изначально был сделан как штабной автомобиль для Вермахта в 1934 году. Модель выпускалась в разных кузовах, основным из которых являлся семиместный туринг. Кроме того на основе автомобиля собирался цельнометаллический фургон (машина связи). Большая часть выпущенных экземпляров использовалась высшим руководством Германии на парадах и смотрах, так как автомобиль был признан слишком дорогим для общего армейского использования. В Вермахт было передано только 11 автомобилей.

## История

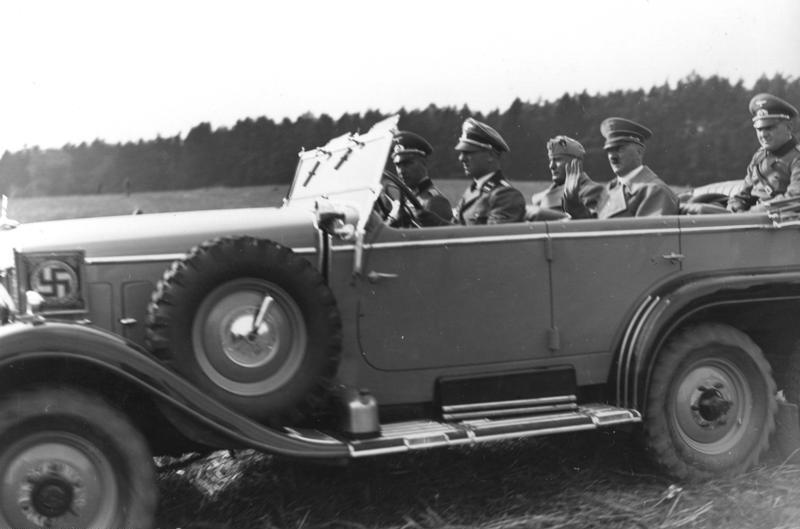
Гитлер и Муссолини на маневрах Вермахта, сентябрь 1937

Автомобиль Mercedes-Benz G4 является развитием модели G1, выпущенной в 1926 году. Впервые модель была представлена в 1934 году.
Все версии G4 оснащались рядным 8-цилиндровым двигателем внутреннего сгорания. В первые три года выпуска автомобиля объём двигателя составлял 5018 куб. см (306,2 куб. дюймов) выдавая мощность в 100 л.с. (74 кВт). Четырёхступенчатая несинхронизированная механическая коробка передач передавала мощность на четыре задних колеса. Имеется неподтвержденная информация, что возможно существовала версия с шестью ведущими колесами (колесная формула 6x6). В частности об этом говорят заводские источники компании Mercedes-Benz, не уточняя при этом, сколько полноприводных машин было выпущено.
Задние колёса крепились к двум жёстким мостам (колёсная база между этими мостами составляла 950 мм), которые были подвешены на общих полуэллиптических рессорах. Передняя ось была жёсткой на полуэллиптических рессорах. Все шесть колёс имели гидравлические тормоза с сервоусилителем.
Максимальная скорость составляла 67 км/ч (42 миль/ч) будучи ограниченной возможностями внедорожных шин Continental. Из–за огромной массы и узких колёс G4 бодро уходил под землю в самых безобидных местах.
На автомобиле применялась удлинённая рама коробчатого сечения, что позволило создать простор внутри салона. На первом и третьем ряду расположился удобный диван, а на втором ряду установлены раздельные сиденья с отдельными подлокотниками.
Машины были впервые доставлены в СС для использования Гитлером и его адъютантами. Кузов был окрашен в основной глянцевый серый с чёрными глянцевыми крыльями и подножками. Но, в конце войны, автомобили были перекрашены в матовый и (или) камуфляжный цвет, в соответствии с их военным назначением. Многие G4, принадлежавшие самым высокопоставленным членам партии, также имели обращенные назад прожекторы для временного ослепления сзади едущего водителя, который не держал безопасную дистанцию.
С 1937 года на автомобиль начали устанавливать более мощный двигатель рабочим объёмом в 5252 куб. см (320,5 куб. дюймов) и мощностью 115 л.с. (85 кВт). Остальные характеристики остались прежними. В 1937 и 1938 года было собрано 16 единиц автомобиля.
С 1938 года модель оснастили двигателем с большим рабочим объёмом: 5401 куб. см (329,6 куб. дюймов) с мощностью в 110 л.с. (81 кВт). Эти версии были использованы Гитлером и его персоналом в парадах, посвященных аннексии Австрии и Судетской области. В 1938 и 1939 годах было собрано 30 единиц автомобиля.
В 1939 году были выпущены машины связи с закрытым железным кузовом, оборудованные радиостанцией Telefunken метрового диапазона.
Производство автомобилей серии G4 было завершено в 1939 году. Всего за время выпуска модели было собрано 57 единиц автомобилей W31.

## Описание

### Технические характеристики
| Модель                                  | G4 (1934–36)                                     | G4 (1937–38)                                     | G4 (1938–39)                                     |
| --------------------------------------- | ------------------------------------------------ | ------------------------------------------------ | ------------------------------------------------ |
| Модель двигателя:                       | M 24                                             | M 24                                             | M 24 II                                          |
| Тип двигателя:                          | бензиновый, 8-цилиндровый рядный, четырёхтактный | бензиновый, 8-цилиндровый рядный, четырёхтактный | бензиновый, 8-цилиндровый рядный, четырёхтактный |
| Рабочий объём:                          | 5018 см³                                         | 5252 см³                                         | 5401 см³                                         |
| Карбюратор                              | Solex 40 MMDVS                                   | Solex 40 MMDVS                                   | Mercedes-Benz                                    |
| Диаметр цилиндра × ход поршня:          | 86 x 108 мм                                      | 88 x 108 мм                                      | 88 x 111 мм                                      |
| Мощность при об/мин:                    | 74 кВт (100 л.с.) при 3400                       | 85 кВт (115 л.с.) при 3400                       | 81 кВт (110 л.с.) при 3400                       |
| Степень сжатия:                         | 5,6:1                                            | 5,6:1                                            | 5,2:1                                            |
| Коробка передач:                        | 4-ст., механическая, ZF-Aphon G 35               | 4-ст., механическая, ZF-Aphon G 35               | 4-ст., механическая, ZF-Aphon G 35               |
| Колёсная формула:                       | 6х4                                              | 6х4                                              | 6х4                                              |
| Габариты (длина х ширина х высота), мм: | 5360–5720 x 1870 x 1900                          | 5360–5720 x 1870 x 1900                          | 5360–5720 x 1870 x 1900                          |
| Колёсная база, мм:                      | 3100 + 950                                       | 3100 + 950                                       | 3100 + 950                                       |
| Колея передняя/задняя, мм:              | 1620 / 1570                                      | 1620 / 1570                                      | 1620 / 1570                                      |
| Снаряженная масса:                      | 3550 кг                                          | 3550 кг                                          | 3550 кг                                          |
| Допустимая масса:                       | 4400 кг                                          | 4400 кг                                          | 4400 кг                                          |
| Размер колёс:                           | 7,50-17"                                         | 7,50-17"                                         | 7,50-17"                                         |
| Макс. скорость:                         | 67 км/г                                          | 67 км/г                                          | 67 км/г                                          |
| Расход топлива, л/100 км:               | 28 (город) / 38 (трасса)                         | 28 (город) / 38 (трасса)                         | 28 (город) / 38 (трасса)                         |

## Уцелевшие экземпляры

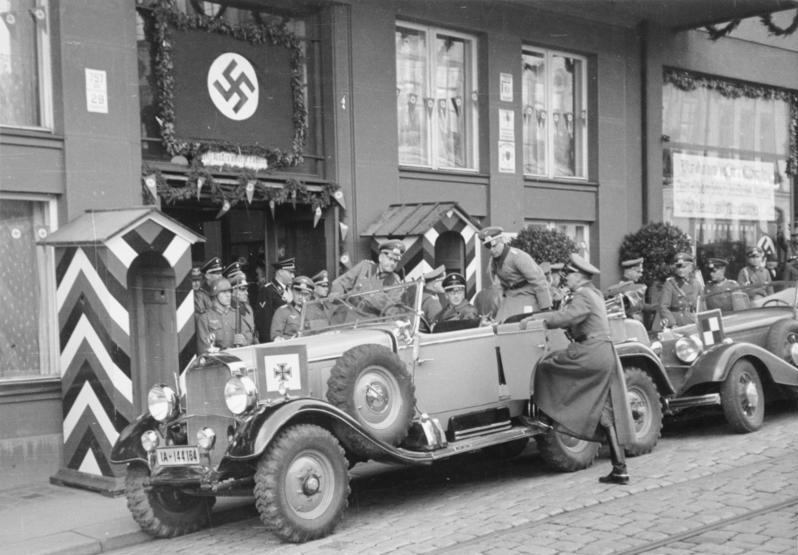
G4 использовавшийся при аннексии Судетской области, 12 октября 1938

Из 57 выпущенных автомобилей, по крайней мере 3 сохранились в первозданном виде.
Автомобиль, использовавшийся во время аннексии Чехословакии и Австрии на ранних стадиях войны, сохранился в музее техники в Зинсхайме. После Второй мировой войны данный экземпляр был первый раз переделан в пожарную машину, пока, наконец, не был восстановлен и пожертвован в музей.
Ещё один G4, который был подарен Гитлером генералиссимусу Франко Франсиско, находится в автомобильной коллекции Испанской королевской семьи. Он был восстановлен в Mercedes-Benz Classic Center в Германии от имени Mercedes-Benz Испания в качестве подарка королевской семье. Этот автомобиль имеет медальон Девы Марии, установленный в приборной панели.
Третий находится в Голливуде. Он появлялся в титрах и некоторых сценах телевизионного сериала Hogan's Heroes, как правило в качестве штабной машины персонажа "General Burkhalter", которого играл актер Leon Askin. Автомобиль также снимался в других голливудских фильмах, в основном военной тематики.
В 2009 году коллекционер классических автомобилей предложил для продажи в США три W31 за $ 9 млн. Связь автомобилей с Адольфом Гитлером не была доказана, среди них был синий кабриолет и серый автомобиль Вермахта с закрытой кабиной. Особенностью кабриолета было то, что переднее пассажирское сиденье может быть сложено, давая возможность стоять в машине. В итоге продажа была неудачной, и было доказано, что три автомобиля являются современными американскими репликами, использующими дизельные двигатели и нигде не имеющие логотипов торговой марки Mercedes-Benz.

## Сувенирная продукция

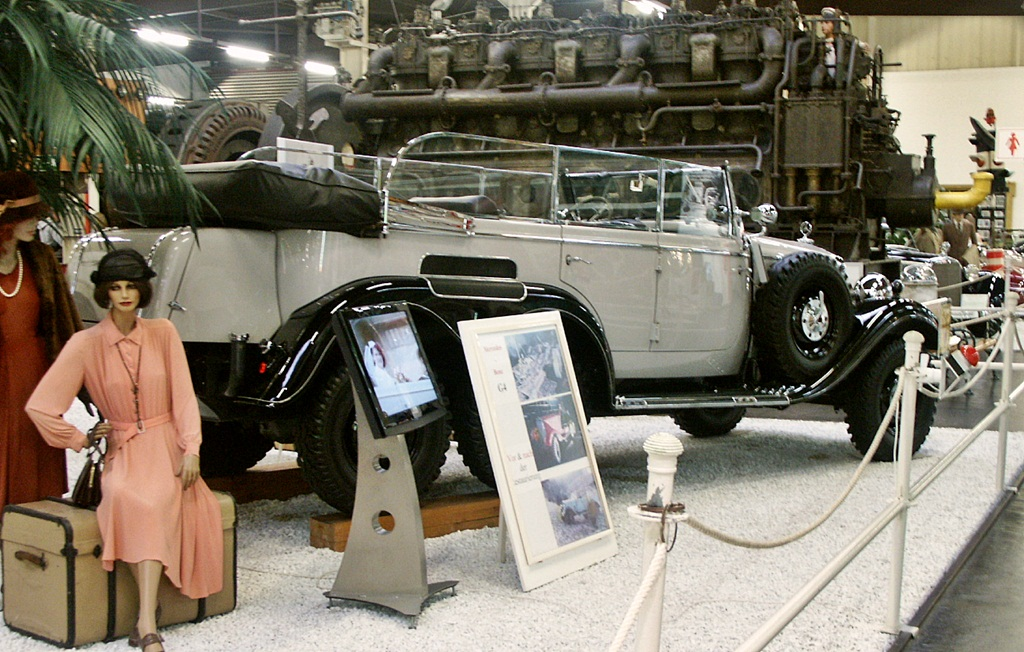
G4 в музее в Зинсхайме

Готовые коллекционные модели в масштабе 1/43 выпускали фирмы EMC, IXO Models и Minichamps, а также французская журнальная серия «La Legende Mercedes-Benz».
Масштабные копии для самостоятельной сборки имеются у:
- 1/24 - ICM[11].
- 1/35 - ICM[12] (перепаковывает Revell[13]), PlusModel[14], Tilt Models[15].
- 1/72 - Hasegawa[16] (перепаковывали Hales[17] и Minicraft Hasegawa[18]), ICM (2015 г.)